# رومان سكوهارفي
رومان سكوهارفي (بالتشيكية: Roman Skuhravý)‏ هو مدرب كرة قدم ولاعب كرة قدم تشيكي في مركز الدفاع، ولد في 6 يناير 1975 في تشيكوسلوفاكيا. شارك مع منتخب جمهورية التشيك تحت 21 سنة لكرة القدم. أما مع النوادي، فقد لعب مع بانيك أوسترافا وفيكتوريا بلزن ونادي يابلونتس.

## وصلات خارجية
- رومان سكوهارفي على موقع الاتحاد التشيكي (الإنجليزية)
- رومان سكوهارفي على موقع قاعدة بيانات كرة القدم.إي يو (الإنجليزية)
- رومان سكوهارفي على موقع Soccerway.com (الإنجليزية)